# Mirosław Okoński
Mirosław Okoński (Koszalin, 8 december 1958) is een voormalig profvoetballer uit Polen, die zijn actieve carrière in 1995 beëindigde bij Lipno Stęszew. Hij was in het seizoen 1982-1983 topscorer van de hoogste afdeling van het Poolse voetbal, de Ekstraklasa, met vijftien doelpunten.

## Clubcarrière
Okoński speelde negen seizoenen als aanvaller in eigen land bij Lech Poznań en Legia Warschau, voordat hij in 1986 naar Duitsland vertrok om zich aan te sluiten bij Hamburger SV.

## Interlandcarrière
Okoński kwam in totaal 25 keer (één doelpunt) uit voor de nationale ploeg van Polen in de periode 1977–1987. Hij maakte zijn debuut op 12 november 1977 in een vriendschappelijke thuiswedstrijd tegen Zweden (2-1), net als Wojciech Tyc, Jan Sobol en Tadeusz Jakubczyk. Zijn 25ste en laatste interland speelde Okoński op 12 april 1987, toen Polen in de EK-kwalificatiewedstrijd tegen Cyprus bleef steken op 0-0.
| Interlandoelpunt | Interlandoelpunt | Interlandoelpunt | Interlandoelpunt  | Interlandoelpunt | Interlandoelpunt | Interlandoelpunt | Interlandoelpunt |
| #                | Datum            | Locatie          | Wedstrijd         | Goal(s)          | Score            | Uitslag          | Wedstrijd        |
| ---------------- | ---------------- | ---------------- | ----------------- | ---------------- | ---------------- | ---------------- | ---------------- |
| 1                | 23/03/1983       | Łódź             | Polen – Bulgarije | 76'              | 3 – 1            | 3 – 1            | Oefenduel        |

## Erelijst
Lech Poznań
- Pools landskampioen

1983, 1984
- Topscorer Ekstraklasa

1983 (15 goals)
- Pools bekerwinnaar

1982, 1984
- Poolse Supercup

1992
 Legia Warschau
- Pools bekerwinnaar

1980, 1981
 Hamburger SV
- DFB-Pokal

1987
 AEK Athene
- Grieks landskampioen

1989
- Griekse League Cup

1990
- Griekse Supercup

1989